# Zustellanweisung
Zustellanweisungen dienen im postalischen Schriftverkehr dazu, den Postempfänger (Adressaten) zu präzisieren.
℅ oder c/o, Abkürzung für englisch care of (deutsch wörtlich in der Obhut von, sinngemäß wohnhaft bei), dessen deutsches Pendant p. Adr. (per Adresse, auch p. A.) wie auch das im umgekehrten Sinne zu c/o verwendete z. Hd. (zu Händen, auch z. H., österr. und schweiz. zu Handen) und o. V. i. A. (oder Vertreter im Amt) sind Abkürzungen von Zustellanweisungen für Postzustelldienste.

## c/o –care of
Die Abkürzung wird unter dem Namen des Adressaten auf der Anschriftseite eines Briefes verwendet und ermöglicht die Zustellung an Empfänger, die keinen eigenen Briefkasten haben. Beispiele sind Untermieter oder Bewohner von Krankenhäusern, Pflegeheimen, Hotels und ähnlichen Einrichtungen.

### Verwendung
Je nach verwendeter Schriftart und -größe kann ein einzelnes ℅-Zeichen schlechter lesbar sein als die c/o-Umschreibung und leicht mit dem %-Zeichen (U+0025) verwechselt werden. Die Verwendung einer größeren Schriftgröße sorgt in der Regel für Abhilfe.
Die Umschreibung ‚c/o‘ ist die gebräuchlichere Form (unabhängig von der Lesbarkeit des Einzelzeichens), weil das ℅-Zeichen einzeln auf keinem marktüblichen Tastaturlayout vorhanden ist, sondern mit Hilfsmitteln wie Makros oder Tastenkombinationen eingegeben werden muss.
Häufig werden ℅ und die verwandten Zustellanweisungen falsch verwendet. Den korrekten Gebrauch sollen folgende Beispiele veranschaulichen:

#### Im geschäftlichen Verkehr
```
Erika Mustermann

c/o Großhandel GmbH

Bahnhofstraße 1a
12345 Beispielhausen
```

Der Brief ist an die Person Erika Mustermann gerichtet, erreichbar bei der Großhandel GmbH; am Briefkasten steht „Großhandel GmbH“. Der Brief soll auch nur von Frau Mustermann geöffnet und gelesen werden, vielleicht weil der Absender nur ihre Firmenanschrift kannte, ihr aber etwas Privates mitteilen möchte. Die Urlaubsvertretung soll den Brief beiseitelegen und warten, bis Frau Mustermann wieder da ist (außer Frau Mustermann hat vorher etwas Gegenteiliges geäußert und ihre Vertretung angewiesen, sämtliche Post zu bearbeiten).

#### Bei Unter- oder anderen Mietern
```
Uwe Untermieter

c/o Veronica Hauptmieterin

Beispielgasse 98
12345 Beispielhausen
```

Der Brief ist an die Wohnadresse von Herrn Uwe Untermieter gerichtet, der in der Wohnung von Frau Veronica Hauptmieterin zur Untermiete bzw. Miete wohnt. Am Briefkasten steht „Veronica Hauptmieterin“.

#### Bei Agenturen und dergleichen
Künstler werden oft von einer Agentur betreut, die sich auch um Autogrammwünsche und andere Fanpost kümmert. Die Anschrift hat dann meist folgende Form:
```
Sammy Superstar

c/o Internationale Agentur für Stars & Sternchen

Medienpark 1
23456 Musikantenstadt
```

Ob die Agentur die Post an den Künstler weiterleitet oder sie in dessen Auftrag öffnet und beantwortet, bleibt dabei offen.

### Darstellung auf Computersystemen
℅ ist ein eigenes Zeichen im Unicode-Standard; im ASCII-Zeichensatz ist es nicht enthalten, kann aber mit den dort vorhandenen Zeichen c/o umschrieben werden.
| Zeichen | Unicode Position | Unicode Bezeichnung | Bezeichnung     | HTML hexadezimal | HTML dezimal | HTML benannt | Tastatureingabe mit Belegung E1 |
| ------- | ---------------- | ------------------- | --------------- | ---------------- | ------------ | ------------ | ------------------------------- |
| ℅       | U+2105           | care of             | Care-of-Zeichen | &#x2105;         | &#8453;      | –            | – /                             |

## p. Adr. –per Adresse
Soll hingegen dem „Verein zum Schutz der ohrlosen Ohreulen e. V.“ bestimmte Post über Frau Mustermanns Adresse zugestellt werden (z. B. weil es so besser ist, der Verein keine eigene Adresse hat oder aber diese dem Absender nicht bekannt ist, sondern beispielsweise nur die Anschrift eines Vereinsmitgliedes), so wird im Deutschen nicht ‚℅‘, sondern per Adresse verwendet.
```
Verein zum Schutz der ohrlosen Ohreulen e. V.

p. Adr. Erika Mustermann
Beispielstraße 12
98765 Irgendwo
```

Der Verein selbst kann dann anderswo seinen Sitz und seine reguläre Postanschrift haben, die dem Absender unbekannt ist. Da ihm aber bekannt ist, dass Frau Mustermann regelmäßig an den Vereinssitzungen teilnimmt, kann er sicher sein, dass die mit obiger Anschrift gesendete Post dem Verein zugeht.

## z. Hd. –zu Händen
Üblicher als ℅ ist im deutschen Sprachraum die Verwendung von z. Hd. bzw. z. H. (kurz für zu Händen, österr. und schweiz. auch zu Handen), das genau gegenteilig zu ℅ verwendet wird:
```
Großhandel GmbH

z. Hd. Herrn Erik Mustermann

Bahnhofstraße 1a
12345 Geschäftshausen
```

Diese Form deutet an, dass dies ein Geschäftsbrief an die Firma „Großhandel GmbH“ ist, der auf dem internen Postweg der Firma möglichst an Erik Mustermann weitergeleitet werden soll.
Sofern intern nicht anders geregelt, darf dieser Brief aber im adressierten Betrieb auch von anderen Personen, zum Beispiel von der Urlaubsvertretung von Herrn Mustermann, geöffnet werden.
Neue Form nach DIN 5008
```
Großhandel GmbH
Herrn
 
Erik
 
Mustermann
Bahnhofstraße 1a
12345
 
Geschäftshausen
```

Soll ein Brief an eine Behörde ausschließlich vom Empfänger geöffnet werden, so ist der Name des Mitarbeiters zuoberst anzugeben:
```
Herrn
Erik Mustermann
Großhandel GmbH
Bahnhofstraße 1a
12345
 
Geschäftshausen
```

## persönlich
Soll sichergestellt werden, dass der Brief nur von Frau Erika Mustermann gelesen werden wird, weil er etwa sensible Daten enthält, die nicht jeder beliebige Mitarbeiter erhalten darf, empfiehlt sich zusätzlich der Vermerk „persönlich“.
```
Großhandel GmbH

z. Hd. Frau Erika Mustermann

– persönlich –
Bahnhofstraße 1a
12345 Geschäftshausen
```

Werden die DIN 5008:2005, DIN 676 und der aktuelle Sprachgebrauch exakt angewandt, so ist „persönlich“ ein Zusatz oder Vermerk und entsprechend zu platzieren.
```
persönlich
Herrn
 
Erik
 
Mustermann
Großhandel GmbH
Bahnhofstraße 1a
12345
 
Geschäftshausen
```

Dabei wird allein durch das Lesen von oben nach unten eindeutig klar: Dieser Brief ist einzig für Herrn Erik Mustermann.

## o. V. i. A. –oder Vertreter im Amt
Bei Briefen an eine Behörde empfiehlt sich jedoch der Zusatz o. V. i. A. (oder Vertreter im Amt), um sicherzustellen, dass bei längerer Abwesenheit des Empfängers der Brief nicht im Posteingangskorb der angegebenen Person verbleibt, sondern von der sachlich zuständigen Vertretung bearbeitet wird.
```
Amt für Post- und Paketwesen
Abteilung B

Frau Erika Mustermann o. V. i. A.

Amtsstraße 1
12345 Geschäftshausen
```

## Wohnungskonkretisierungen
Mit dem Adresszusatz kann eine Anschrift auch konkretisiert werden, wenn der Briefkasten zum Beispiel nicht sofort ersichtlich ist.
Dann kann dort so etwas wie „im Hinterhof“, „3. Etage“ oder „Wohnung im Innenhaus“ stehen. Weitere Konkretisierungen sind „VH“ (Vorderhaus), „HH“ (Hinterhaus) oder „Souterrain“.